# أوسيب جوجوبي
أوسيب جوجوبي (بالفرنسية: Eusèbe Jaojoby)‏ (و. 1955  م) هو مغني  مدغشقري، ولد في Amboangibe ‏، بدأ مشواره المهني سنة 1972.